# Граф де Альба-де-Листе

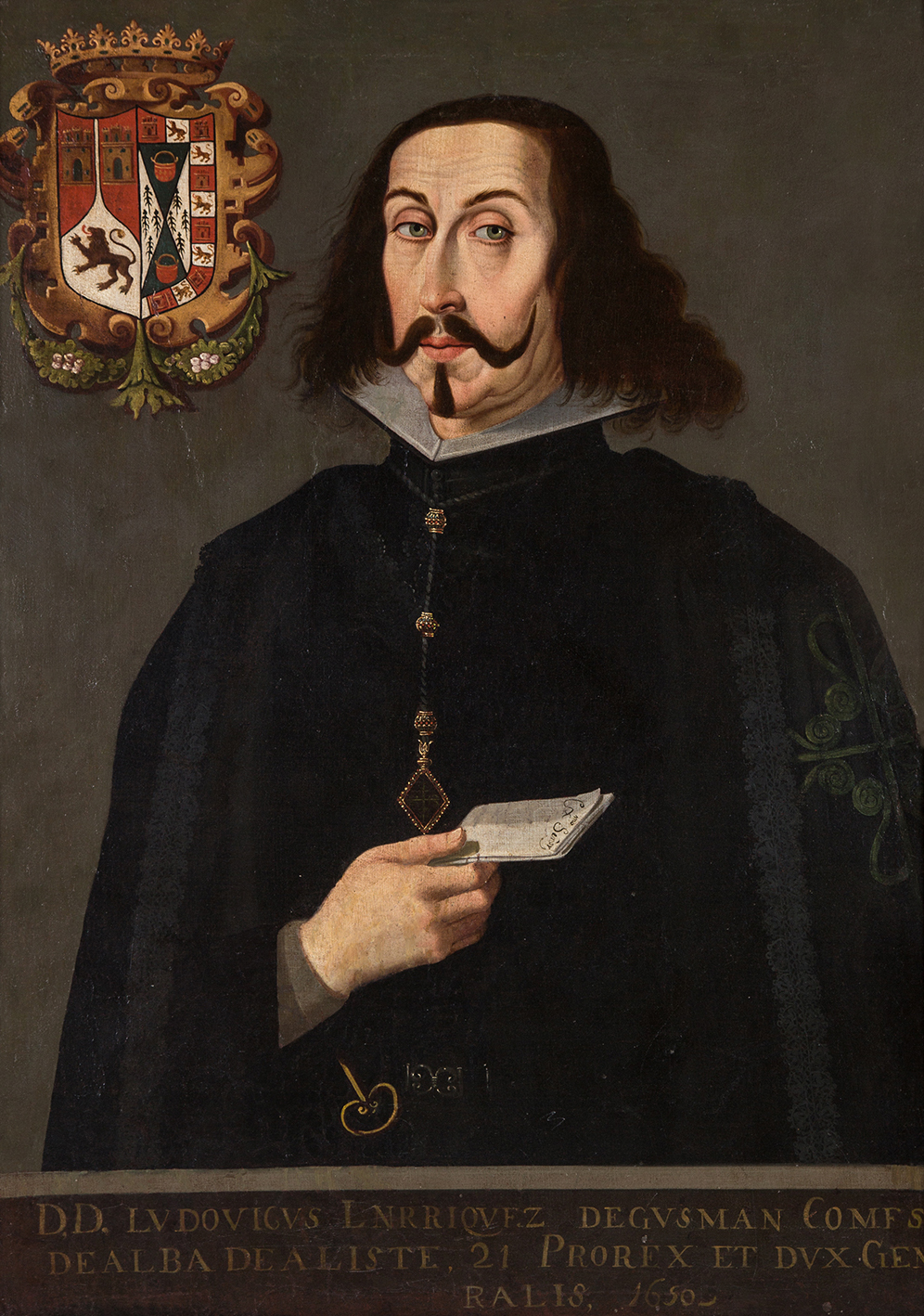
Луис Энрикес де Гусман, 9-й граф Альба де Листе, маркиз де Вильяфлор

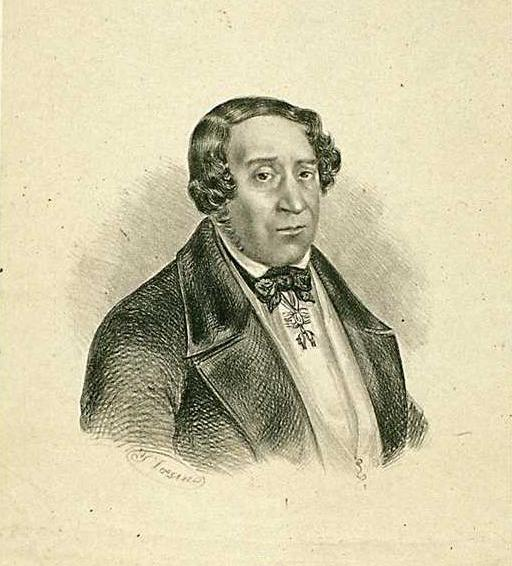
Бернардино Фернандес де Веласко, 14-й герцог де Фриас, 18-й граф Альба-де-Листе (1783—1851)

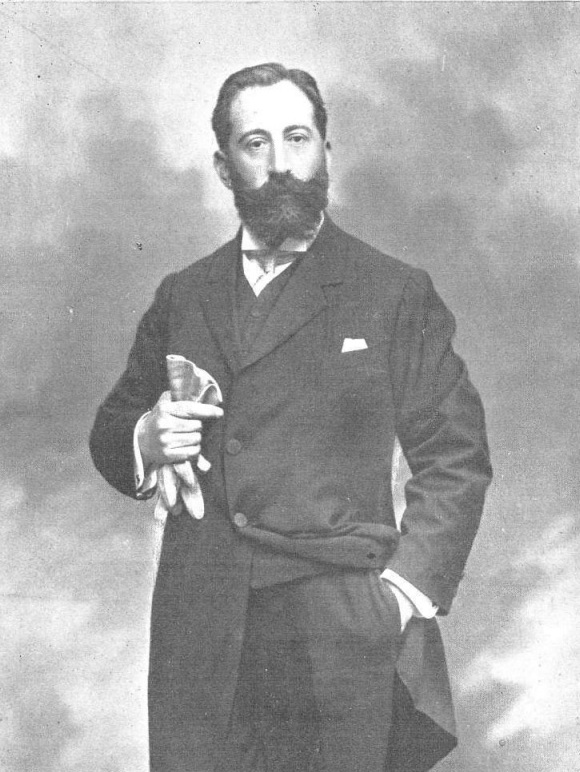
Луис Мария Тельес-Хирон и Фернандес де Кордова, 12-й герцог де Уседа, 14-й герцог де Осуна, 20-й граф Альба-де-Листе (1870—1909)

Граф Альба-де-Листе — испанский дворянский титул (Гранды Испании). Он был создан 8 августа 1459 года королем Кастилии Энрике IV для Энрике Энрикеса де Мендосы из дома Энрикесов.
Название графского титула происходит от названия замке Альба в городе Лосасино, провинция Самора.

## Графы Альба-де-Листе
- Энрике Энрикес де Мендоса, 1-й граф Альба-де-Листе (1400—1489), второй сын Альфонса Энрикеса (1354—1429), адмирала Кастилии (1405—1426)
- Алонсо Энрикес де Гусман, 2-й граф Альба-де-Листе (1440—1502), второй сын предыдущего
- Диего Энрикес де Гусман, 3-й граф Альба-де-Листе (1487/1488 — 1556), сын Энрике Энрикеса де Гусмана и внук предыдущего
- Энрике Энрикес де Гусман, 4-й граф Альба-де-Листе (1500—1562), старший сын предыдущего
- Диего Энрикес де Гусман, 5-й граф Альба-де-Листе (ок. 1530—1604), вице-король Сицилии (1585—1592), старший сын предыдущего
- Антонио Энрикес де Гусман, 6-й граф Альба-де-Листе (ум. 1610), младший брат предыдущего
- Энрике Энрикес де Гусман, 7-й граф Альба-де-Листе (ум. 1617), сын Фадрике Энрикеса де Гусмана и внук Диего Энрикеса де Гусмана, 5-го графа Альба-де-Листе
- Фадрике Энрикес де Гусман, 8-й граф Альба-де-Листе, сын предыдущего
- Луис Энрикес де Гусман, 9-й граф Альба-де-Листе (1610 — 12 марта 1667), вице-король Новой Испании (1650—1653) и Перу (1655—1661), сын Луиса Энрикеса де Альманса и Рохаса, внук Хуана Энрикеса де Альманса, 2-го маркиза де Альканьисеса
- Мануэль Энрикес де Гусман и Кордова, 10-й граф Альба-де-Листе (ок. 1640 — 12 марта 1671), старший сын предыдущего
- Франсиско Энрикес де Гусман и Веласко, 11-й граф Альба-де-Листе (ум. 14 июля 1691), старший сын предыдущего
- Хуан Энрикес де Гусман и Фернандес де Кордова, 12-й граф Альба-де-Листе (ум. 12 января 1709), дядя предыдущего, второй сын Луиса Энрикеса де Гусман, 9-го графа Альба-де-Листе
- Антонио Франциско Казимиро Пиментель Вигил де Киньонес и Суньига, 13-й граф Альба-де-Листе (ум. 1743), второй сын Франсиско Антонио Касимира Алонсо Пиментеля Вигиля де Киньонес Эррера-и-Бенавидес и Мануэлы де Суньига Сильва-и-Сотомайор, дочери IX герцог Бехар.
- Франсиско Альфонсо Пиментель Вигил де Киньонес, 14-й граф Альба-де-Листе (12 марта 1707 — 9 февраля 1763), сын предыдущего
- Бернардино Фернандес де Веласко и Пиментель, 15-й граф Альба-де-Листе (27 мая 1707 — 27 декабря 1771), сын Агустина Фернандеса де Веласко, герцога де Фриаса
- Мартин Фернандес де Веласко и Пиментель, 16-й граф Альба-де-Листе, 12-й герцог де Фриас, 4-й герцог де Арион, 16-й граф де Аро, 5-й маркиз де Маркес-дель-Фресно (1729 — 17 марта 1776), младший брат предыдущего
- Диего Лопес Пачеко Фернандес де Веласко Тельес-Хирон, 17-й граф Альба-де-Листе (8 ноября 1754 — 11 февраля 1811), сын Андреса Мануэля Алонсо Тельес-Хирона Пачеко и Толедо и Марии Портерии Фернандес де Веласко и Пачеко
- Бернардино Фернандес де Веласко Лопес Пачеко, 18-й граф Альба-де-Листе, 14-й герцог де Фриас, 9-й герцог де Уседа (20 июля 1783 — 28 мая 1851), сын предыдущего
- Франсиско де Борха Тельес-Хирон и Фернандес де Веласко, 19-й граф Альба-де-Листе (10 октября 1839 — 8 июля 1897), сын Бернардины Фернандес де Веласко, 10-й герцогини де Уседа (1815—1869)
- Луис Мария Тельес-Хирон и Фернандес де Кордова, 20-й граф Альба-де-Листе (1870—1909), сын предыдущего и Анхелы Марии Фернандес де Кордова и Перес де Баррадас (1849—1923)
- Мариано Тельес-Хирон и Фернандес де Кордова, 21-й граф Альба-де-Листе (9 сентября 1887 — 3 октября 1931), младший брат предыдущего
- Франсиско де Борха Марторель и Тельес-Хирон, 22-й граф Альба-де-Листе (17 июня 1898 — 29 сентября 1940), племянник предыдущего
- Мария де ла Консепсьон Марторель и Кастильехо, 22-я графиня Альба-де-Листе (род. 8 июня 1924), дочь предыдущего
- Рафаэль Луис Каррион Марторель, 23-й граф Альба-де-Листе, внук предыдущей.